# Carlos Doncel Ordóñez
Carlos Doncel Ordóñez, más conocido como Carlos Doncel (Cabrera de Mar, Barcelona, España, 4 de diciembre de 1996) es un futbolista español que juega en la posición de centrocampista en las filas de la A. D. Mérida de la Primera Federación.

## Trayectoria
Se formó en la cantera del C. F. Damm antes de debutar en la Segunda División B con el Lleida Esportiu con 19 años. En verano de 2017 su rendimiento en el equipo ilerdense le llevó al filial del R. C. D. Espanyol en el que jugó durante dos temporadas en el Grupo III de la Segunda División B. En su segunda temporada jugó 34 encuentros anotando un total de seis tantos.
En verano de 2019 firmó por el Real Valladolid Promesas del Grupo II de la Segunda División B. El 22 de agosto de 2020 llegó a la S. D. Ponferradina de la Segunda División para jugar cedido durante una temporada. Tras la misma abandonó la entidad vallisoletana y se incorporó al R. C. Deportivo de La Coruña.
El 16 de julio de 2022 inició una nueva etapa tras firmar por la U. D. Logroñés. Esta duró una temporada y las dos siguientes jugó para la A. D. Ceuta F. C. y la A. D. Mérida.

## Clubes
| Club                           | País   | Año       |
| ------------------------------ | ------ | --------- |
| Lleida Esportiu                | España | 2015-2017 |
| R. C. D. Espanyol "B"          | España | 2017-2019 |
| Real Valladolid C. F. Promesas | España | 2019-2020 |
| Real Valladolid C. F.          | España | 2020-2021 |
| S. D. Ponferradina (cedido)    | España | 2020-2021 |
| R. C. Deportivo de La Coruña   | España | 2021-2022 |
| U. D. Logroñés                 | España | 2022-2023 |
| A. D. Ceuta F. C.              | España | 2023-2024 |
| A. D. Mérida                   | España | 2024-     |